# Vincenzo Patania
Vincenzo Patania – conosciuto anche come Enzo – (Siracusa, 17 marzo 1955) è un allenatore di calcio italiano.

## Carriera

### Allenatore

#### Club
Comincia la carriera da allenatore nella squadra della sua città natale, il Siracusa, allenando le giovanili
Ha allenato per qualche anno la Primavera del Cosenza. Nel 1998-1999 svolge l'incarico di allenatore del Castrovillari, in provincia di Cosenza, ottenendo con i I Lupi del Pollino la salvezza nel Girone C della Serie C2. A fine stagione passa in Abruzzo al Chieti, sostituendo Bruno Pace, serie C2: conclude l'esperienza con i Teatini al 9º posto nel Girone C. A maggio 2001 è chiamato dal Fidelis Andria, in Puglia. La società andriese è retrocessa dalla serie C1 alla serie C2 nella passata stagione, ma Patania non riesce a riportarla in C1, finendo la stagione al 13º posto.
Nella stagione seguente si trasferisce al Martina, società di Martina Franca, in Serie C1 Girone B. Guida il Martina al 3º posto dietro ad Avellino e Pescara. Nei play-off, dopo aver sconfitto il Teramo, perde contro il Pescara, sfiorando l'accesso in serie B.
È sulla panchina del Messina nella Serie B 2003-2004. Il 10 ottobre, dopo aver totalizzato 4 punti in 7 giornate, frutto di 4 pareggi, ultimo in classifica, avendo perso anche il derby di Sicilia contro il Catania per 1-0, è esonerato, sostituito da Bortolo Mutti.
Nel 2005 allena per un breve periodo il Gela, per poi rescindere il contratto verso la fine di agosto. Pochi giorni dopo diviene il nuovo mister del Perugia. Nel Girone B della serie C1 termina al 6º posto, e gli umbri non accedono nemmeno ai play-off. L'allenatore siciliano è esonerato dalla dirigenza perugina. Patania spiega che in parte il suo insuccesso a Perugia era dovuto allo scarso impegno dei calciatori, che rispondono con un comunicato.
Dopo un lungo periodo lontano dalle panchine, il 10 marzo 2008 è chiamato ad allenare il Gallipoli, sostituendo l'esonerato Dario Bonetti. Il Gallipoli, che prima dell'arrivo di Patania occupava il 3º posto in classifica, conclude la stagione nel Girone B della serie C1 al 9º posto.
Il 12 novembre 2008 è ufficializzato il suo accordo con il Cassino, società laziale militante in Lega Pro Seconda Divisione. Chiude al 6º posto, sfiorando l'accesso ai play-off. Dopo una sola stagione si dimette da allenatore del Cassino.
Per la stagione 2011-2012 è allenatore della Nuova Cosenza Calcio. Il 4 settembre 2011 esordisce con una sconfitta in casa contro il Nuvla San Felice (0-1). Nel girone d 'andata totalizza 25 punti in 19 partite portandosi al 7º posto del Girone I della Serie D 2011-2012. Il 10 gennaio 2012, dopo la sconfitta esterna contro il Nuvla, è esonerato dalla Nuova Cosenza Calcio.  , dal 2015 al 2019  è stato responsabile delle giovanili del Cosenza